# Tandad lundmätare
Tandad lundmätare (Thalera fimbrialis) är en fjärilsart som beskrevs av Giovanni Antonio Scopoli 1763. Tandad lundmätare ingår i släktet Thalera och familjen mätare. Enligt den finländska rödlistan är arten starkt hotad i Finland. Arten är reproducerande i Sverige. Artens livsmiljö är tallmossar. Inga underarter finns listade i Catalogue of Life.

## Bildgalleri

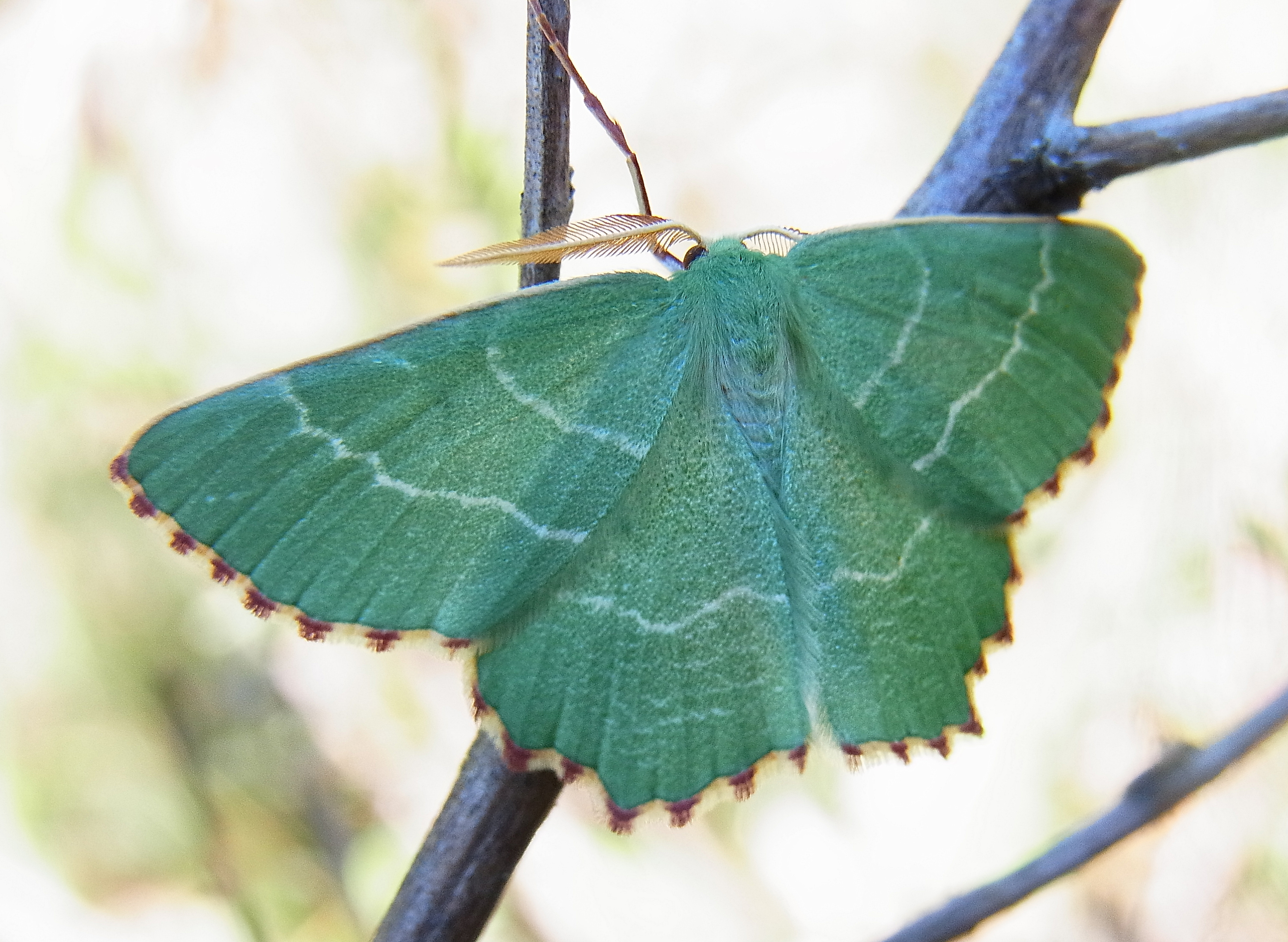